# Gunung Leuh
Gunung Leuh är ett berg i Indonesien.   Det ligger i provinsen Aceh, i den västra delen av landet, 1 700 km nordväst om huvudstaden Jakarta. Toppen på Gunung Leuh är 1 294 meter över havet.
Terrängen runt Gunung Leuh är kuperad åt nordost, men åt sydväst är den bergig.Runt Gunung Leuh är det ganska glesbefolkat, med 30 invånare per kvadratkilometer. I omgivningarna runt Gunung Leuh växer i huvudsak städsegrön lövskog.